# Републикански път III-9701
Републикански път IIІ-9701 е третокласен път, част от Републиканската пътна мрежа на България, преминаващ изцяло по територията на Добричка област. Дължината му е 37 km.
Пътят се отклонява наляво при 9,3 km на Републикански път II-97 (околовръстен път на град Добрич) североизточно от града и се насочва на изток-североизток през източната част на Добруджанското плато. Минава последователно през селата Победа, Методиево, Малина, Преселенци, Горица, Великово и Сираково и в центъра на село Сърнино се свързва с Републикански път III-2963 при неговия 17,2 km.
| Пътища, отклоняващи се надясно (населено място, № на пътя, посока на пътя) | km   | Пътища, отклоняващи се наляво (посока на пътя, № на пътя, населено място) |
| -------------------------------------------------------------------------- | ---- | ------------------------------------------------------------------------- |
| Община Добрич, II-97, 9,3 km ← II-29, 48,7 km → II-71, 87,9 km ←           | 0,0  | ← 9,3 km, II-97, Община Добрич → 48,7 km, II-29 ← 87,9 km, II-71          |
| Община Добрич-селска                                                       | 1,3  | Община Добрич-селска                                                      |
| (за с. Полковник Минково) общински път, с. Победа ←                        | 2,7  | с. Победа                                                                 |
| с. Методиево                                                               | 9,9  | с. Методиево                                                              |
| Община Генерал Тошево                                                      | 13,3 | Община Генерал Тошево                                                     |
| (от 58,1 km на I-9) III-9002, 23,5 km →                                    | 15,9 | → 23,5 km, III-9002 (до гр. Генерал Тошево)                               |
| с. Малина                                                                  | 19,1 | с. Малина                                                                 |
| с. Преселенци                                                              | 23,3 | ← с. Преселенци, 41,8 km, III-296 (от гр. Генерал Тошево)                 |
| (до пристанище Каварна) III-296, 11 km, с. Преселенци ←                    | 23,8 |                                                                           |
| с. Горица                                                                  | 26   | с. Горица                                                                 |
| (за с. Калина) общински път ←                                              | 28,8 |                                                                           |
| с. Великово                                                                | 30,3 | с. Великово                                                               |
| с. Сираково                                                                | 33,3 | с. Сираково                                                               |
| (от с. Вранино) III-2963, 17,2 km, с. Сърнино →                            | 37,0 | → с. Сърнино, 17,2 km, III-2963 (до с. Спасово)                           |

Забележка
1. ↑  На протежение от 0,5 km, от km 23,3 до km 23,8 Републикански път III-9701 се дублира с Републикански път III-296, от km 10,5 до km 11,0